# Быков, Виталий Михайлович
Вита́лий Миха́йлович Бы́ков (26 июня 1941 — 27 декабря 2021) — советский и белорусский актёр театра и кино.

## Биография
Родился 26 июня 1941 года в Даугавпилсе.
В 1964 году окончил Ленинградский государственный институт театра, музыки и кино по специальности «актёр драматического театра и кино» (курс народного артиста СССР Леонида Вивьена).
С 1972 года служил в Национальном академическом драматическом театре им. М. Горького в Минске.
Скончался 27 декабря 2021 года.

## Творчество

### Театральные работы
- «Земляничная поляна» Ингмара Бергмана — Арон
- «Единственный наследник» Жана Франсуа Реньяра — Гаспар
- «Разорённое гнездо» Янки Купалы — Старец
- «Волки и овцы» А. Н. Островского — Мурзавецкий
- «Калигула» Альбера Камю — Мерея
- «Деметриус» Фридриха Шиллера — Сигизмунд / король Польши / странник / сенатор / московит / Глеб
- «Трагическая повесть о Гамлете, принце датском» Уильяма Шекспира — Полоний

### Фильмография
| Год       |   | Название                                            | Роль                                                                    |
| --------- | - | --------------------------------------------------- | ----------------------------------------------------------------------- |
| 1973      | ф | Тёща                                                | Жора                                                                    |
| 1973      | ф | Кортик                                              | Николай Севостьянов, директор детского дома                             |
| 1974      | ф | Бронзовая птица                                     | Николай Севостьянов, директор детского дома                             |
| 1979      | ф | Задача с тремя неизвестными                         | работник таксопарка, принесший книгу Жоржа Сименона с номером Валентины |
| 1980—1988 | с | Государственная граница, фильм 3: «Восточный рубеж» | Комиссар                                                                |
| 1982      | ф | Личные счёты                                        | Синицын                                                                 |
| 1985      | ф | Сон в руку, или Чемодан                             | Имя персонажа не указано                                                |
| 1986      | ф | Знак беды                                           | Свентковский                                                            |
| 1986      | ф | Проделки в старинном духе                           | Имя персонажа не указано                                                |
| 1987      | ф | Репетитор                                           | актёр                                                                   |
| 1988      | ф | Бомж. Без определённого места жительства            | Имя персонажа не указано                                                |
| 1988      | ф | Гомункулус                                          | Имя персонажа не указано                                                |
| 1988      | ф | Наш бронепоезд                                      | посетитель ресторана                                                    |
| 1988      | ф | Филиал                                              | Имя персонажа не указано                                                |
| 1991      | ф | Стервятники на дорогах                              | следователь                                                             |
| 1991      | ф | Экстрасенс                                          | Имя персонажа не указано                                                |
| 1993—1997 | с | Дела Лоховского                                     | хозяин бронемашины на пикнике                                           |
| 1997      | ф | Мытарь                                              | секретарь                                                               |
| 1998      | ф | Привет от Чарли-трубача                             | Имя персонажа не указано                                                |
| 1998      | ф | Убить лицедея                                       | режиссёр театра                                                         |
| 1999      | с | Каменская 1                                         | Марцев                                                                  |
| 1999      | ф | Ускоренная помощь 1                                 | психолог                                                                |
| 2003      | ф | В июне 41-го                                        | Имя персонажа не указано                                                |
| 2004      | с | Карусель                                            | Имя персонажа не указано                                                |
| 2005      | ф | Последний бой майора Пугачёва                       | Имя персонажа не указано                                                |
| 2007      | ф | Стикс                                               | Имя персонажа не указано                                                |

## Награды
- Благодарность коллегии министерства культуры СССР и президиума ЦК профсоюза работников культуры за активное участие во всесоюзном общественном смотре культурно-шефской работы в вооруженных силах СССР.
- Почетная грамота Министерства культуры СССР и ЦК профсоюза работников культуры за достигнутые творческие успехи.
- Диплом фестиваля «Прибалтийская театральная весна» за лучшую эпизодическую роль Колонденка в спектакле «Знак беды».
- Диплом Международного театрального фестиваля за роль Старога в спектакле «Раскiданае гняздо»[2].